# فرهنگ وفائی
فرهنگ وفائی فرهنگ لغت فارسی به فارسی است که در سال ۹۳۳ ه‍. ق توسط حسین وفائی تألیف شده‌است. این کتاب در زمان شاه طهماسب صفوی نوشته شده‌است و در زمرهٔ فرهنگ‌های کمیاب فارسی قرار می‌گیرد. نسخهٔ خطیِ این کتاب هم‌اکنون در کتابخانهٔ دانشگاه علیگر هند نگهداری می‌شود.